# Étoile de Bessèges 2020
L'Étoile de Bessèges 2020, 50a edició de l'Étoile de Bessèges, es disputà entre el 5 i el 9 de febrer de 2020 sobre un recorregut de 610,9 km repartits entre cinc etapes. La cursa formà part del calendari de l'UCI Europa Tour 2020, amb una categoria 2.1.
El vencedor final fou el francès Benoît Cosnefroy (Cofidis), que s'imposà a Alberto Bettiol (EF Pro Cycling) i Alexys Brunel (Groupama-FDJ), segon i tercer respectivament.

## Equips
L'organització convidà a 20 equips a prendre part en aquesta cursa.
| WorldTeams (7)- AG2R La Mondiale - Groupama-FDJ - Cofidis - NTT Pro Cycling - CCC Team - Trek-Segafredo - EF Pro Cycling ProTeams (8)- B&B Hotels-Vital Concept p/b KTM - Arkéa-Samsic - Nippo Delko One Provence - Total Direct Énergie - Circus-Wanty Gobert - Sport Vlaanderen-Baloise - Alpecin-Fenix - Bingoal-Wallonie Bruxelles Equips continentals (5)- Saint Michel-Auber 93 - Natura4Ever-Roubaix Lille Métropole - Equipo Kern Pharma - Cambodia Cycling Academy - Beltrami TSA-Marchiol |
| |

## Etapes
| Etapa    | Data     | Ciutats d'etapa              | type                      | Distància (km) | Desnivell (m) | Vencedor de l'etapa | Líder de la general |
| -------- | -------- | ---------------------------- | ------------------------- | -------------- | ------------- | ------------------- | ------------------- |
| 1a etapa | 5 de feb | Bèlagarda – Bèlagarda        | etapa plana               | 139,56         | 750 m         | Alexys Brunel       | Alexys Brunel       |
| 2a etapa | 6 de feb | Milhau – Pous                | etapa accidentada         | 158,31         | 1.959 m       | Magnus Cort Nielsen | Alexys Brunel       |
| 3a etapa | 7 de feb | Bessèja – Bessèja            | etapa accidentada         | 162,24         | 414 m         | Dries De Bondt      | Alexys Brunel       |
| 4a etapa | 8 de feb | pont del Gard – Mont Bouquet | etapa accidentada         | 139,68         | 2.689 m       | Ben O'Connor        | Benoît Cosnefroy    |
| 5a etapa | 9 de feb | Alèst – Alèst                | contrarellotge individual | 10,88          | 278 m         | Alberto Bettiol     | Benoît Cosnefroy    |

### Etapa 1
| \| Classificació de l'etapa \| Classificació de l'etapa \| Classificació de l'etapa \| Classificació de l'etapa \| Classificació de l'etapa \| \| Corredor \| Corredor \| Equip \| Temps \| \| \| ------------------------ \| ------------------------ \| -------------------------------- \| ------------------------ \| ------------------------ \| \| 1r \| Alexys Brunel \| Groupama-FDJ \| 3h 20' 43" \| \| \| 2n \| Benoît Cosnefroy \| AG2R La Mondiale \| + 1" \| \| \| 3r \| Edward Planckaert \| Sport Vlaanderen-Baloise \| + 3" \| \| \| 4t \| Alex Kirsch \| Trek-Segafredo \| + 5" \| \| \| 5è \| Scott Thwaites \| Alpecin-Fenix \| + 8" \| \| \| 6è \| Kevin Geniets \| Groupama-FDJ \| + 8" \| \| \| 7è \| Gijs Van Hoecke \| CCC Team \| + 8" \| \| \| 8è \| Lilian Calmejane \| Total Direct Énergie \| + 8" \| \| \| 9è \| Arthur Vichot \| B&B Hotels-Vital Concept p/b KTM \| + 8" \| \| \| 10è \| Flavien Maurelet \| Saint Michel-Auber 93 \| + 13" \| \| |                   |                                  |            |
| |                   |                                  |            |
| Font: ProCyclingStats |                   |                                  |            |
| Classificació de l'etapa |                   |                                  |            |
| Corredor | Corredor          | Equip                            | Temps      |
| 1r | Alexys Brunel     | Groupama-FDJ                     | 3h 20' 43" |
| 2n | Benoît Cosnefroy  | AG2R La Mondiale                 | + 1"       |
| 3r | Edward Planckaert | Sport Vlaanderen-Baloise         | + 3"       |
| 4t | Alex Kirsch       | Trek-Segafredo                   | + 5"       |
| 5è | Scott Thwaites    | Alpecin-Fenix                    | + 8"       |
| 6è | Kevin Geniets     | Groupama-FDJ                     | + 8"       |
| 7è | Gijs Van Hoecke   | CCC Team                         | + 8"       |
| 8è | Lilian Calmejane  | Total Direct Énergie             | + 8"       |
| 9è | Arthur Vichot     | B&B Hotels-Vital Concept p/b KTM | + 8"       |
| 10è | Flavien Maurelet  | Saint Michel-Auber 93            | + 13"      |

| \| Classificació general \| Classificació general \| Classificació general \| Classificació general \| Classificació general \| \| Corredor \| Corredor \| Equip \| Temps \| \| \| --------------------- \| --------------------- \| -------------------------------- \| --------------------- \| --------------------- \| \| 1r \| Alexys Brunel \| Groupama-FDJ \| 3h 20' 43" \| \| \| 2n \| Benoît Cosnefroy \| AG2R La Mondiale \| + 3" \| \| \| 3r \| Edward Planckaert \| Sport Vlaanderen-Baloise \| + 10" \| \| \| 4t \| Alex Kirsch \| Trek-Segafredo \| + 16" \| \| \| 5è \| Kevin Geniets \| Groupama-FDJ \| + 17" \| \| \| 6è \| Scott Thwaites \| Alpecin-Fenix \| + 19" \| \| \| 7è \| Gijs Van Hoecke \| CCC Team \| + 19" \| \| \| 8è \| Lilian Calmejane \| Total Direct Énergie \| + 19" \| \| \| 9è \| Arthur Vichot \| B&B Hotels-Vital Concept p/b KTM \| + 19" \| \| \| 10è \| Flavien Maurelet \| Saint Michel-Auber 93 \| + 24" \| \| |                   |                                  |            |
| |                   |                                  |            |
| Font: ProCyclingStats |                   |                                  |            |
| Classificació general |                   |                                  |            |
| Corredor | Corredor          | Equip                            | Temps      |
| 1r | Alexys Brunel     | Groupama-FDJ                     | 3h 20' 43" |
| 2n | Benoît Cosnefroy  | AG2R La Mondiale                 | + 3"       |
| 3r | Edward Planckaert | Sport Vlaanderen-Baloise         | + 10"      |
| 4t | Alex Kirsch       | Trek-Segafredo                   | + 16"      |
| 5è | Kevin Geniets     | Groupama-FDJ                     | + 17"      |
| 6è | Scott Thwaites    | Alpecin-Fenix                    | + 19"      |
| 7è | Gijs Van Hoecke   | CCC Team                         | + 19"      |
| 8è | Lilian Calmejane  | Total Direct Énergie             | + 19"      |
| 9è | Arthur Vichot     | B&B Hotels-Vital Concept p/b KTM | + 19"      |
| 10è | Flavien Maurelet  | Saint Michel-Auber 93            | + 24"      |

### Etapa 2
| \| Classificació de l'etapa \| Classificació de l'etapa \| Classificació de l'etapa \| Classificació de l'etapa \| Classificació de l'etapa \| \| Corredor \| Corredor \| Equip \| Temps \| \| \| ------------------------ \| ------------------------ \| ----------------------------------- \| ------------------------ \| ------------------------ \| \| 1r \| Magnus Cort Nielsen \| EF Pro Cycling \| 3h 47' 46" \| \| \| 2n \| Edvald Boasson Hagen \| NTT Pro Cycling \| + 0" \| \| \| 3r \| Tom Devriendt \| Circus-Wanty Gobert \| + 0" \| \| \| 4t \| Anthony Turgis \| Total Direct Énergie \| + 0" \| \| \| 5è \| Emiel Vermeulen \| Natura4Ever-Roubaix Lille Métropole \| + 0" \| \| \| 6è \| Alexander Krieger \| Alpecin-Fenix \| + 0" \| \| \| 7è \| Pierre Barbier \| Nippo-Delko One Provence \| + 0" \| \| \| 8è \| Clément Venturini \| AG2R La Mondiale \| + 0" \| \| \| 9è \| Roy Jans \| Alpecin-Fenix \| + 0" \| \| \| 10è \| Biniam Girmay \| Nippo-Delko One Provence \| + 0" \| \| |                      |                                     |            |
| |                      |                                     |            |
| Font: ProCyclingStats |                      |                                     |            |
| Classificació de l'etapa |                      |                                     |            |
| Corredor | Corredor             | Equip                               | Temps      |
| 1r | Magnus Cort Nielsen  | EF Pro Cycling                      | 3h 47' 46" |
| 2n | Edvald Boasson Hagen | NTT Pro Cycling                     | + 0"       |
| 3r | Tom Devriendt        | Circus-Wanty Gobert                 | + 0"       |
| 4t | Anthony Turgis       | Total Direct Énergie                | + 0"       |
| 5è | Emiel Vermeulen      | Natura4Ever-Roubaix Lille Métropole | + 0"       |
| 6è | Alexander Krieger    | Alpecin-Fenix                       | + 0"       |
| 7è | Pierre Barbier       | Nippo-Delko One Provence            | + 0"       |
| 8è | Clément Venturini    | AG2R La Mondiale                    | + 0"       |
| 9è | Roy Jans             | Alpecin-Fenix                       | + 0"       |
| 10è | Biniam Girmay        | Nippo-Delko One Provence            | + 0"       |

| \| Classificació general \| Classificació general \| Classificació general \| Classificació general \| Classificació general \| \| Corredor \| Corredor \| Equip \| Temps \| \| \| --------------------- \| --------------------- \| -------------------------------- \| --------------------- \| --------------------- \| \| 1r \| Alexys Brunel \| Groupama-FDJ \| 7h 08' 18" \| \| \| 2n \| Benoît Cosnefroy \| AG2R La Mondiale \| + 3" \| \| \| 3r \| Edward Planckaert \| Sport Vlaanderen-Baloise \| + 10" \| \| \| 4t \| Alex Kirsch \| Trek-Segafredo \| + 16" \| \| \| 5è \| Kevin Geniets \| Groupama-FDJ \| + 17" \| \| \| 6è \| Gijs Van Hoecke \| CCC Team \| + 19" \| \| \| 7è \| Lilian Calmejane \| Total Direct Énergie \| + 19" \| \| \| 8è \| Scott Thwaites \| Alpecin-Fenix \| + 19" \| \| \| 9è \| Arthur Vichot \| B&B Hotels-Vital Concept p/b KTM \| + 19" \| \| \| 10è \| Flavien Maurelet \| Saint Michel-Auber 93 \| + 24" \| \| |                   |                                  |            |
| |                   |                                  |            |
| Font: ProCyclingStats |                   |                                  |            |
| Classificació general |                   |                                  |            |
| Corredor | Corredor          | Equip                            | Temps      |
| 1r | Alexys Brunel     | Groupama-FDJ                     | 7h 08' 18" |
| 2n | Benoît Cosnefroy  | AG2R La Mondiale                 | + 3"       |
| 3r | Edward Planckaert | Sport Vlaanderen-Baloise         | + 10"      |
| 4t | Alex Kirsch       | Trek-Segafredo                   | + 16"      |
| 5è | Kevin Geniets     | Groupama-FDJ                     | + 17"      |
| 6è | Gijs Van Hoecke   | CCC Team                         | + 19"      |
| 7è | Lilian Calmejane  | Total Direct Énergie             | + 19"      |
| 8è | Scott Thwaites    | Alpecin-Fenix                    | + 19"      |
| 9è | Arthur Vichot     | B&B Hotels-Vital Concept p/b KTM | + 19"      |
| 10è | Flavien Maurelet  | Saint Michel-Auber 93            | + 24"      |

### Etapa 3
| \| Classificació de l'etapa \| Classificació de l'etapa \| Classificació de l'etapa \| Classificació de l'etapa \| Classificació de l'etapa \| \| Corredor \| Corredor \| Equip \| Temps \| \| \| ------------------------ \| ------------------------ \| ----------------------------------- \| ------------------------ \| ------------------------ \| \| 1r \| Dries De Bondt \| Alpecin-Fenix \| 3h 54' 56" \| \| \| 2n \| Georg Zimmermann \| CCC Team \| + 0" \| \| \| 3r \| Magnus Cort Nielsen \| EF Pro Cycling \| + 2" \| \| \| 4t \| Roy Jans \| Alpecin-Fenix \| + 2" \| \| \| 5è \| Clément Venturini \| AG2R La Mondiale \| + 2" \| \| \| 6è \| Emiel Vermeulen \| Natura4Ever-Roubaix Lille Métropole \| + 2" \| \| \| 7è \| Tom Devriendt \| Circus-Wanty Gobert \| + 2" \| \| \| 8è \| Lionel Taminiaux \| Bingoal-Wallonie Bruxelles \| + 2" \| \| \| 9è \| Robbe Ghys \| Sport Vlaanderen-Baloise \| + 2" \| \| \| 10è \| Nicolò Parisini \| Beltrami TSA-Marchiol \| + 2" \| \| |                     |                                     |            |
| |                     |                                     |            |
| Font: ProCyclingStats |                     |                                     |            |
| Classificació de l'etapa |                     |                                     |            |
| Corredor | Corredor            | Equip                               | Temps      |
| 1r | Dries De Bondt      | Alpecin-Fenix                       | 3h 54' 56" |
| 2n | Georg Zimmermann    | CCC Team                            | + 0"       |
| 3r | Magnus Cort Nielsen | EF Pro Cycling                      | + 2"       |
| 4t | Roy Jans            | Alpecin-Fenix                       | + 2"       |
| 5è | Clément Venturini   | AG2R La Mondiale                    | + 2"       |
| 6è | Emiel Vermeulen     | Natura4Ever-Roubaix Lille Métropole | + 2"       |
| 7è | Tom Devriendt       | Circus-Wanty Gobert                 | + 2"       |
| 8è | Lionel Taminiaux    | Bingoal-Wallonie Bruxelles          | + 2"       |
| 9è | Robbe Ghys          | Sport Vlaanderen-Baloise            | + 2"       |
| 10è | Nicolò Parisini     | Beltrami TSA-Marchiol               | + 2"       |

| \| Classificació general \| Classificació general \| Classificació general \| Classificació general \| Classificació general \| \| Corredor \| Corredor \| Equip \| Temps \| \| \| --------------------- \| --------------------- \| -------------------------------- \| --------------------- \| --------------------- \| \| 1r \| Alexys Brunel \| Groupama-FDJ \| 11h 03' 16" \| \| \| 2n \| Benoît Cosnefroy \| AG2R La Mondiale \| + 3" \| \| \| 3r \| Edward Planckaert \| Sport Vlaanderen-Baloise \| + 10" \| \| \| 4t \| Alex Kirsch \| Trek-Segafredo \| + 16" \| \| \| 5è \| Kevin Geniets \| Groupama-FDJ \| + 17" \| \| \| 6è \| Scott Thwaites \| Alpecin-Fenix \| + 19" \| \| \| 7è \| Gijs Van Hoecke \| CCC Team \| + 19" \| \| \| 8è \| Lilian Calmejane \| Total Direct Énergie \| + 19" \| \| \| 9è \| Arthur Vichot \| B&B Hotels-Vital Concept p/b KTM \| + 19" \| \| \| 10è \| Flavien Maurelet \| Saint Michel-Auber 93 \| + 24" \| \| |                   |                                  |             |
| |                   |                                  |             |
| Font: ProCyclingStats |                   |                                  |             |
| Classificació general |                   |                                  |             |
| Corredor | Corredor          | Equip                            | Temps       |
| 1r | Alexys Brunel     | Groupama-FDJ                     | 11h 03' 16" |
| 2n | Benoît Cosnefroy  | AG2R La Mondiale                 | + 3"        |
| 3r | Edward Planckaert | Sport Vlaanderen-Baloise         | + 10"       |
| 4t | Alex Kirsch       | Trek-Segafredo                   | + 16"       |
| 5è | Kevin Geniets     | Groupama-FDJ                     | + 17"       |
| 6è | Scott Thwaites    | Alpecin-Fenix                    | + 19"       |
| 7è | Gijs Van Hoecke   | CCC Team                         | + 19"       |
| 8è | Lilian Calmejane  | Total Direct Énergie             | + 19"       |
| 9è | Arthur Vichot     | B&B Hotels-Vital Concept p/b KTM | + 19"       |
| 10è | Flavien Maurelet  | Saint Michel-Auber 93            | + 24"       |

### Etapa 4
| \| Classificació de l'etapa \| Classificació de l'etapa \| Classificació de l'etapa \| Classificació de l'etapa \| Classificació de l'etapa \| \| Corredor \| Corredor \| Equip \| Temps \| \| \| ------------------------ \| ------------------------------ \| -------------------------- \| ------------------------ \| ------------------------ \| \| 1r \| Ben O'Connor \| NTT Pro Cycling \| 3h 20' 29" \| \| \| 2n \| Simon Clarke \| EF Pro Cycling \| + 16" \| \| \| 3r \| Kamil Małecki \| CCC Team \| + 16" \| \| \| 4t \| Alberto Bettiol \| EF Pro Cycling \| + 26" \| \| \| 5è \| Benoît Cosnefroy \| AG2R La Mondiale \| + 29" \| \| \| 6è \| Diego Rosa \| Arkéa-Samsic \| + 33" \| \| \| 7è \| Laurens Huys \| Bingoal-Wallonie Bruxelles \| + 36" \| \| \| 8è \| Nicolas Edet \| Cofidis \| + 36" \| \| \| 9è \| Aurélien Paret-Peintre \| AG2R La Mondiale \| + 38" \| \| \| 10è \| Daniel Alejandro Méndez Noreña \| Equipo Kern Pharma \| + 41" \| \| |                                |                            |            |
| |                                |                            |            |
| Font: ProCyclingStats |                                |                            |            |
| Classificació de l'etapa |                                |                            |            |
| Corredor | Corredor                       | Equip                      | Temps      |
| 1r | Ben O'Connor                   | NTT Pro Cycling            | 3h 20' 29" |
| 2n | Simon Clarke                   | EF Pro Cycling             | + 16"      |
| 3r | Kamil Małecki                  | CCC Team                   | + 16"      |
| 4t | Alberto Bettiol                | EF Pro Cycling             | + 26"      |
| 5è | Benoît Cosnefroy               | AG2R La Mondiale           | + 29"      |
| 6è | Diego Rosa                     | Arkéa-Samsic               | + 33"      |
| 7è | Laurens Huys                   | Bingoal-Wallonie Bruxelles | + 36"      |
| 8è | Nicolas Edet                   | Cofidis                    | + 36"      |
| 9è | Aurélien Paret-Peintre         | AG2R La Mondiale           | + 38"      |
| 10è | Daniel Alejandro Méndez Noreña | Equipo Kern Pharma         | + 41"      |

| \| Classificació general \| Classificació general \| Classificació general \| Classificació general \| Classificació general \| \| Corredor \| Corredor \| Equip \| Temps \| \| \| --------------------- \| ------------------------------ \| -------------------------- \| --------------------- \| --------------------- \| \| 1r \| Benoît Cosnefroy \| AG2R La Mondiale \| 14h 24' 17" \| \| \| 2n \| Alexys Brunel \| Groupama-FDJ \| + 24" \| \| \| 3r \| Alberto Bettiol \| EF Pro Cycling \| + 40" \| \| \| 4t \| Lilian Calmejane \| Total Direct Énergie \| + 43" \| \| \| 5è \| Kevin Geniets \| Groupama-FDJ \| + 45" \| \| \| 6è \| Edward Planckaert \| Sport Vlaanderen-Baloise \| + 1' 12" \| \| \| 7è \| Aurélien Paret-Peintre \| AG2R La Mondiale \| + 1' 25" \| \| \| 8è \| Laurens Huys \| Bingoal-Wallonie Bruxelles \| + 1' 28" \| \| \| 9è \| Damien Touzé \| Cofidis \| + 1' 29" \| \| \| 10è \| Daniel Alejandro Méndez Noreña \| Equipo Kern Pharma \| + 1' 33" \| \| |                                |                            |             |
| |                                |                            |             |
| Font: ProCyclingStats |                                |                            |             |
| Classificació general |                                |                            |             |
| Corredor | Corredor                       | Equip                      | Temps       |
| 1r | Benoît Cosnefroy               | AG2R La Mondiale           | 14h 24' 17" |
| 2n | Alexys Brunel                  | Groupama-FDJ               | + 24"       |
| 3r | Alberto Bettiol                | EF Pro Cycling             | + 40"       |
| 4t | Lilian Calmejane               | Total Direct Énergie       | + 43"       |
| 5è | Kevin Geniets                  | Groupama-FDJ               | + 45"       |
| 6è | Edward Planckaert              | Sport Vlaanderen-Baloise   | + 1' 12"    |
| 7è | Aurélien Paret-Peintre         | AG2R La Mondiale           | + 1' 25"    |
| 8è | Laurens Huys                   | Bingoal-Wallonie Bruxelles | + 1' 28"    |
| 9è | Damien Touzé                   | Cofidis                    | + 1' 29"    |
| 10è | Daniel Alejandro Méndez Noreña | Equipo Kern Pharma         | + 1' 33"    |

### Etapa 5
| \| Classificació de l'etapa \| Classificació de l'etapa \| Classificació de l'etapa \| Classificació de l'etapa \| Classificació de l'etapa \| \| Corredor \| Corredor \| Equip \| Temps \| \| \| ------------------------ \| ------------------------ \| ------------------------ \| ------------------------ \| ------------------------ \| \| 1r \| Alberto Bettiol \| EF Pro Cycling \| 15' 13" \| \| \| 2n \| Magnus Cort Nielsen \| EF Pro Cycling \| + 9" \| \| \| 3r \| Pierre Latour \| AG2R La Mondiale \| + 15" \| \| \| 4t \| Alexys Brunel \| Groupama-FDJ \| + 17" \| \| \| 5è \| Michael Valgren Andersen \| NTT Pro Cycling \| + 24" \| \| \| 6è \| Ben O'Connor \| NTT Pro Cycling \| + 25" \| \| \| 7è \| Benoît Cosnefroy \| AG2R La Mondiale \| + 27" \| \| \| 8è \| Aurélien Paret-Peintre \| AG2R La Mondiale \| + 28" \| \| \| 9è \| Edvald Boasson Hagen \| NTT Pro Cycling \| + 29" \| \| \| 10è \| Kamil Małecki \| CCC Team \| + 31" \| \| |                          |                  |         |
| |                          |                  |         |
| Font: ProCyclingStats |                          |                  |         |
| Classificació de l'etapa |                          |                  |         |
| Corredor | Corredor                 | Equip            | Temps   |
| 1r | Alberto Bettiol          | EF Pro Cycling   | 15' 13" |
| 2n | Magnus Cort Nielsen      | EF Pro Cycling   | + 9"    |
| 3r | Pierre Latour            | AG2R La Mondiale | + 15"   |
| 4t | Alexys Brunel            | Groupama-FDJ     | + 17"   |
| 5è | Michael Valgren Andersen | NTT Pro Cycling  | + 24"   |
| 6è | Ben O'Connor             | NTT Pro Cycling  | + 25"   |
| 7è | Benoît Cosnefroy         | AG2R La Mondiale | + 27"   |
| 8è | Aurélien Paret-Peintre   | AG2R La Mondiale | + 28"   |
| 9è | Edvald Boasson Hagen     | NTT Pro Cycling  | + 29"   |
| 10è | Kamil Małecki            | CCC Team         | + 31"   |

## Classificació final
| \| Classificació general \| Classificació general \| Classificació general \| Classificació general \| Classificació general \| \| Corredor \| Corredor \| Equip \| Temps \| \| \| --------------------- \| ---------------------- \| -------------------------------- \| --------------------- \| --------------------- \| \| 1r \| Benoît Cosnefroy \| AG2R La Mondiale \| 14h 39' 57" \| \| \| 2n \| Alberto Bettiol \| EF Pro Cycling \| + 13" \| \| \| 3r \| Alexys Brunel \| Groupama-FDJ \| + 14" \| \| \| 4t \| Kevin Geniets \| Groupama-FDJ \| + 1' 02" \| \| \| 5è \| Lilian Calmejane \| Total Direct Énergie \| + 1' 05" \| \| \| 6è \| Aurélien Paret-Peintre \| AG2R La Mondiale \| + 1' 26" \| \| \| 7è \| Damien Touzé \| Cofidis \| + 1' 45" \| \| \| 8è \| Aimé De Gendt \| Circus-Wanty Gobert \| + 2' 14" \| \| \| 9è \| Jimmy Janssens \| Alpecin-Fenix \| + 2' 17" \| \| \| 10è \| Edward Planckaert \| Sport Vlaanderen-Baloise \| + 2' 19" \| \| \| 11è \| Valentin Madouas \| Groupama-FDJ \| + 2' 21" \| \| \| 12è \| Xandro Meurisse \| Circus-Wanty Gobert \| + 2' 22" \| \| \| 13è \| Arthur Vichot \| B&B Hotels-Vital Concept p/b KTM \| + 2' 22" \| \| \| 14è \| Anthony Perez \| Cofidis \| + 2' 28" \| \| \| 15è \| Laurens Huys \| Bingoal-Wallonie Bruxelles \| + 2' 33" \| \| |                        |                                  |             |
| |                        |                                  |             |
| Font: ProCyclingStats |                        |                                  |             |
| Classificació general |                        |                                  |             |
| Corredor | Corredor               | Equip                            | Temps       |
| 1r | Benoît Cosnefroy       | AG2R La Mondiale                 | 14h 39' 57" |
| 2n | Alberto Bettiol        | EF Pro Cycling                   | + 13"       |
| 3r | Alexys Brunel          | Groupama-FDJ                     | + 14"       |
| 4t | Kevin Geniets          | Groupama-FDJ                     | + 1' 02"    |
| 5è | Lilian Calmejane       | Total Direct Énergie             | + 1' 05"    |
| 6è | Aurélien Paret-Peintre | AG2R La Mondiale                 | + 1' 26"    |
| 7è | Damien Touzé           | Cofidis                          | + 1' 45"    |
| 8è | Aimé De Gendt          | Circus-Wanty Gobert              | + 2' 14"    |
| 9è | Jimmy Janssens         | Alpecin-Fenix                    | + 2' 17"    |
| 10è | Edward Planckaert      | Sport Vlaanderen-Baloise         | + 2' 19"    |
| 11è | Valentin Madouas       | Groupama-FDJ                     | + 2' 21"    |
| 12è | Xandro Meurisse        | Circus-Wanty Gobert              | + 2' 22"    |
| 13è | Arthur Vichot          | B&B Hotels-Vital Concept p/b KTM | + 2' 22"    |
| 14è | Anthony Perez          | Cofidis                          | + 2' 28"    |
| 15è | Laurens Huys           | Bingoal-Wallonie Bruxelles       | + 2' 33"    |

## Evolució de les classificacions
| Etapa                  | Vencedor               | Classificació general | Classificació de la muntanya | Classificació per punts | Classificació dels joves | Classificació per equips |
| ---------------------- | ---------------------- | --------------------- | ---------------------------- | ----------------------- | ------------------------ | ------------------------ |
| 1                      | Alexys Brunel          | Alexys Brunel         | Georg Zimmermann             | Alexys Brunel           | Alexys Brunel            | Groupama-FDJ             |
| 2                      | Magnus Cort Nielsen    | Alexys Brunel         | Georg Zimmermann             | Alexys Brunel           | Alexys Brunel            | Groupama-FDJ             |
| 3                      | Dries De Bondt         | Alexys Brunel         | Georg Zimmermann             | Magnus Cort Nielsen     | Alexys Brunel            | Groupama-FDJ             |
| 4                      | Ben O'Connor           | Benoît Cosnefroy      | Georg Zimmermann             | Magnus Cort Nielsen     | Alexys Brunel            | EF Pro Cycling           |
| 5                      | Alberto Bettiol        | Benoît Cosnefroy      | Georg Zimmermann             | Magnus Cort Nielsen     | Alexys Brunel            | EF Pro Cycling           |
| Classificacions finals | Classificacions finals | Benoît Cosnefroy      | Georg Zimmermann             | Magnus Cort Nielsen     | Alexys Brunel            | EF Pro Cycling           |

## Llista de participants
| Cofidis COF | Cofidis COF              | Cofidis COF |
| ----------- | ------------------------ | ----------- |
| Núm         | Ciclista                 | Pos         |
| 1           | Nicolas Edet (FRA)       |             |
| 2           | Dimitri Claeys (BEL)     |             |
| 3           | José Herrada López (ESP) |             |
| 4           | Emmanuel Morin (FRA)     |             |
| 5           | Anthony Perez (FRA)      |             |
| 6           | Damien Touzé (FRA)       |             |
| 7           | Julien Vermote (BEL)     |             |

| AG2R La Mondiale ALM | AG2R La Mondiale ALM         | AG2R La Mondiale ALM |
| -------------------- | ---------------------------- | -------------------- |
| Núm                  | Ciclista                     | Pos                  |
| 11                   | Pierre Latour (FRA)          |                      |
| 12                   | François Bidard (FRA)        |                      |
| 13                   | Benoît Cosnefroy (FRA)       |                      |
| 14                   | Alexis Gougeard (FRA)        |                      |
| 15                   | Clément Venturini (FRA)      |                      |
| 16                   | Aurélien Paret-Peintre (FRA) |                      |
| 17                   | Quentin Jauregui (FRA)       |                      |

| Trek-Segafredo TFS | Trek-Segafredo TFS      | Trek-Segafredo TFS |
| ------------------ | ----------------------- | ------------------ |
| Núm                | Ciclista                | Pos                |
| 21                 | Alex Kirsch (LUX)       |                    |
| 22                 | Emīls Liepiņš (LAT)     |                    |
| 23                 | Jacopo Mosca (ITA)      |                    |
| 24                 | Matteo Moschetti (ITA)  |                    |
| 25                 | Ryan Mullen (IRL)       |                    |
| 26                 | Charlie Quaterman (GBR) |                    |
| 27                 | Quinn Simmons (USA)     |                    |

| Groupama-FDJ GFC | Groupama-FDJ GFC        | Groupama-FDJ GFC |
| ---------------- | ----------------------- | ---------------- |
| Núm              | Ciclista                | Pos              |
| 31               | Valentin Madouas (FRA)  |                  |
| 32               | Alexys Brunel (FRA)     |                  |
| 33               | Kevin Geniets (LUX)     |                  |
| 34               | Mathieu Ladagnous (FRA) | DNF-1            |
| 35               | Simon Guglielmi (FRA)   |                  |
| 36               | Olivier Le Gac (FRA)    |                  |
| 37               | Benjamin Thomas (FRA)   |                  |

| EF Pro Cycling EF1 | EF Pro Cycling EF1        | EF Pro Cycling EF1 |
| ------------------ | ------------------------- | ------------------ |
| Núm                | Ciclista                  | Pos                |
| 41                 | Sean Bennett (USA)        |                    |
| 42                 | Alberto Bettiol (ITA)     |                    |
| 43                 | Simon Clarke (AUS)        |                    |
| 44                 | Magnus Cort Nielsen (DEN) |                    |
| 45                 | Sebastian Langeveld (NED) |                    |
| 46                 | Logan Owen (USA)          |                    |
| 47                 | Julius van den Berg (NED) |                    |

| CCC Team CCC | CCC Team CCC               | CCC Team CCC |
| ------------ | -------------------------- | ------------ |
| Núm          | Ciclista                   | Pos          |
| 51           | Kamil Gradek (POL)         |              |
| 52           | Jonas Koch (GER)           |              |
| 53           | Kamil Małecki (POL)        |              |
| 54           | Jakub Mareczko (ITA)       |              |
| 55           | Michał Paluta (POL) (ruta) |              |
| 56           | Gijs Van Hoecke (BEL)      |              |
| 57           | Georg Zimmermann (GER)     |              |

| NTT Pro Cycling NTT | NTT Pro Cycling NTT            | NTT Pro Cycling NTT |
| ------------------- | ------------------------------ | ------------------- |
| Núm                 | Ciclista                       | Pos                 |
| 61                  | Edvald Boasson Hagen (NOR)     |                     |
| 62                  | Michael Gogl (AUT)             |                     |
| 63                  | Michael Valgren Andersen (DEN) |                     |
| 64                  | Andreas Stokbro (DEN)          |                     |
| 65                  | Ben O'Connor (AUS)             |                     |
| 66                  | Jay Robert Thomson (RSA)       |                     |

| B&B Hotels-Vital Concept p/b KTM BVC | B&B Hotels-Vital Concept p/b KTM BVC | B&B Hotels-Vital Concept p/b KTM BVC |
| ------------------------------------ | ------------------------------------ | ------------------------------------ |
| Núm                                  | Ciclista                             | Pos                                  |
| 71                                   | Cyril Barthe (FRA)                   |                                      |
| 72                                   | Kris Boeckmans (BEL)                 |                                      |
| 73                                   | Maxime Cam (FRA)                     |                                      |
| 74                                   | Luca Mozzato (ITA)                   |                                      |
| 75                                   | Sebastian Schönberger (AUT)          |                                      |
| 76                                   | Arnaud Courteille (FRA)              |                                      |
| 77                                   | Arthur Vichot (FRA)                  |                                      |

| Sport Vlaanderen-Baloise SVB | Sport Vlaanderen-Baloise SVB | Sport Vlaanderen-Baloise SVB |
| ---------------------------- | ---------------------------- | ---------------------------- |
| Núm                          | Ciclista                     | Pos                          |
| 81                           | Lindsay De Vylder (BEL)      |                              |
| 82                           | Robbe Ghys (BEL)             |                              |
| 83                           | Thimo Willems (BEL)          |                              |
| 84                           | Edward Planckaert (BEL)      |                              |
| 85                           | Kenneth Van Rooy (BEL)       |                              |
| 86                           | Jordi Warlop (BEL)           | DNF-1                        |
| 87                           | Sasha Weemaes (BEL)          |                              |

| Arkéa-Samsic ARK | Arkéa-Samsic ARK         | Arkéa-Samsic ARK |
| ---------------- | ------------------------ | ---------------- |
| Núm              | Ciclista                 | Pos              |
| 91               | Diego Rosa (ITA)         |                  |
| 92               | Romain Le Roux (FRA)     |                  |
| 93               | Thomas Boudat (FRA)      |                  |
| 94               | Thibault Guernalec (FRA) |                  |
| 95               | Clément Russo (FRA)      |                  |
| 96               | Romain Hardy (FRA)       |                  |
| 97               | Alan Riou (FRA)          |                  |

| Bingoal-Wallonie Bruxelles WVA | Bingoal-Wallonie Bruxelles WVA | Bingoal-Wallonie Bruxelles WVA |
| ------------------------------ | ------------------------------ | ------------------------------ |
| Núm                            | Ciclista                       | Pos                            |
| 101                            | Sean De Bie (BEL)              |                                |
| 102                            | Laurens Huys (BEL)             |                                |
| 103                            | Eliot Lietaer (BEL)            |                                |
| 104                            | Ludovic Robeet (BEL)           |                                |
| 105                            | Franklin Six (BEL)             |                                |
| 106                            | Luc Wirtgen (LUX)              |                                |
| 107                            | Lionel Taminiaux (BEL)         |                                |

| Nippo-Delko One Provence NDP | Nippo-Delko One Provence NDP | Nippo-Delko One Provence NDP |
| ---------------------------- | ---------------------------- | ---------------------------- |
| Núm                          | Ciclista                     | Pos                          |
| 111                          | Pierre Barbier (FRA)         |                              |
| 112                          | Fumiyuki Beppu (JPN)         |                              |
| 113                          | Alessandro Fedeli (ITA)      |                              |
| 114                          | Mauro Finetto (ITA)          |                              |
| 115                          | Biniam Girmay (ERI)          |                              |
| 116                          | José Gonçalves Maciel (POR)  |                              |
| 117                          | Atsushi Oka (JPN)            |                              |

| Circus-Wanty Gobert CWG | Circus-Wanty Gobert CWG | Circus-Wanty Gobert CWG |
| ----------------------- | ----------------------- | ----------------------- |
| Núm                     | Ciclista                | Pos                     |
| 121                     | Alfdan De Decker (BEL)  |                         |
| 122                     | Aimé De Gendt (BEL)     |                         |
| 123                     | Jasper De Plus (BEL)    |                         |
| 124                     | Tom Devriendt (BEL)     |                         |
| 125                     | Xandro Meurisse (BEL)   |                         |
| 126                     | Boy van Poppel (NED)    |                         |
| 127                     | Danny van Poppel (NED)  |                         |

| Alpecin-Fenix AFC | Alpecin-Fenix AFC          | Alpecin-Fenix AFC |
| ----------------- | -------------------------- | ----------------- |
| Núm               | Ciclista                   | Pos               |
| 131               | Dries De Bondt (BEL)       |                   |
| 132               | Alexander Krieger (GER)    |                   |
| 133               | Senne Leysen (BEL)         |                   |
| 134               | Roy Jans (BEL)             |                   |
| 135               | Jimmy Janssens (BEL)       |                   |
| 136               | Alexander Richardson (GBR) |                   |
| 137               | Scott Thwaites (GBR)       |                   |

| Total Direct Énergie TDE | Total Direct Énergie TDE | Total Direct Énergie TDE |
| ------------------------ | ------------------------ | ------------------------ |
| Núm                      | Ciclista                 | Pos                      |
| 141                      | Mathieu Burgaudeau (FRA) |                          |
| 142                      | Lilian Calmejane (FRA)   |                          |
| 143                      | Jérôme Cousin (FRA)      |                          |
| 144                      | Jonathan Hivert (FRA)    |                          |
| 145                      | Lorrenzo Manzin (FRA)    |                          |
| 146                      | Paul Ourselin (FRA)      |                          |
| 147                      | Anthony Turgis (FRA)     |                          |

| Saint Michel-Auber 93 AUB | Saint Michel-Auber 93 AUB | Saint Michel-Auber 93 AUB |
| ------------------------- | ------------------------- | ------------------------- |
| Núm                       | Ciclista                  | Pos                       |
| 151                       | Bryan Alaphilippe (FRA)   |                           |
| 152                       | Morne van Niekerk (RSA)   |                           |
| 153                       | Adrien Guillonnet (FRA)   |                           |
| 154                       | Tony Hurel (FRA)          |                           |
| 155                       | Anthony Maldonado (FRA)   |                           |
| 156                       | Baptiste Bleier (FRA)     |                           |
| 157                       | Flavien Maurelet (FRA)    |                           |

| Equipo Kern Pharma EKP | Equipo Kern Pharma EKP               | Equipo Kern Pharma EKP |
| ---------------------- | ------------------------------------ | ---------------------- |
| Núm                    | Ciclista                             | Pos                    |
| 161                    | Roger Adrià Oliveras (ESP)           |                        |
| 162                    | Francisco Galván Fernández (ESP)     |                        |
| 163                    | Martí Márquez (ESP)                  |                        |
| 164                    | Martín Bouzas (ESP)                  |                        |
| 165                    | Daniel Alejandro Méndez Noreña (COL) |                        |
| 166                    | Ibon Ruiz (ESP)                      |                        |
| 167                    | Chih Hao Tu                          | DNF-1                  |

| Natura4Ever-Roubaix Lille Métropole NRL | Natura4Ever-Roubaix Lille Métropole NRL | Natura4Ever-Roubaix Lille Métropole NRL |
| --------------------------------------- | --------------------------------------- | --------------------------------------- |
| Núm                                     | Ciclista                                | Pos                                     |
| 171                                     | Christophe Masson (FRA)                 |                                         |
| 172                                     | Tom Dernies (BEL)                       |                                         |
| 173                                     | Julien Antomarchi (FRA)                 |                                         |
| 174                                     | Samuel Leroux (FRA)                     |                                         |
| 175                                     | Jordan Levasseur (FRA)                  |                                         |
| 176                                     | Jérémy Leveau (FRA)                     |                                         |
| 177                                     | Emiel Vermeulen (BEL)                   |                                         |

| Beltrami TSA-Marchiol BTM | Beltrami TSA-Marchiol BTM | Beltrami TSA-Marchiol BTM |
| ------------------------- | ------------------------- | ------------------------- |
| Núm                       | Ciclista                  | Pos                       |
| 181                       | Filippo Baroncini (ITA)   |                           |
| 182                       | Gregorio Ferri (ITA)      |                           |
| 183                       | Marco Grendene (ITA)      |                           |
| 184                       | Massimo Orlandi (ITA)     |                           |
| 185                       | Nicolò Parisini (ITA)     |                           |
| 186                       | Thomas Pesenti (ITA)      |                           |
| 187                       | Matúš Štoček (SVK)        |                           |

| Cambodia Cycling Academy CCA | Cambodia Cycling Academy CCA | Cambodia Cycling Academy CCA |
| ---------------------------- | ---------------------------- | ---------------------------- |
| Núm                          | Ciclista                     | Pos                          |
| 191                          | Samy Aurignac (FRA)          |                              |
| 192                          | Florian Dumourier (FRA)      |                              |
| 193                          | Gabriel Muller (FRA)         | DNF-1                        |
| 194                          | Florian Hudry (FRA)          |                              |
| 195                          | Antoine Berlin (MON)         | DNF-1                        |
| 196                          | Matvei Mamikin (RUS)         | DNF-1                        |
| 197                          | Roman Maikin (RUS)           |                              |

| Cofidis COF | Cofidis COF              | Cofidis COF |
| ----------- | ------------------------ | ----------- |
| Núm         | Ciclista                 | Pos         |
| 1           | Nicolas Edet (FRA)       |             |
| 2           | Dimitri Claeys (BEL)     |             |
| 3           | José Herrada López (ESP) |             |
| 4           | Emmanuel Morin (FRA)     |             |
| 5           | Anthony Perez (FRA)      |             |
| 6           | Damien Touzé (FRA)       |             |
| 7           | Julien Vermote (BEL)     |             |

| AG2R La Mondiale ALM | AG2R La Mondiale ALM         | AG2R La Mondiale ALM |
| -------------------- | ---------------------------- | -------------------- |
| Núm                  | Ciclista                     | Pos                  |
| 11                   | Pierre Latour (FRA)          |                      |
| 12                   | François Bidard (FRA)        |                      |
| 13                   | Benoît Cosnefroy (FRA)       |                      |
| 14                   | Alexis Gougeard (FRA)        |                      |
| 15                   | Clément Venturini (FRA)      |                      |
| 16                   | Aurélien Paret-Peintre (FRA) |                      |
| 17                   | Quentin Jauregui (FRA)       |                      |

| Trek-Segafredo TFS | Trek-Segafredo TFS      | Trek-Segafredo TFS |
| ------------------ | ----------------------- | ------------------ |
| Núm                | Ciclista                | Pos                |
| 21                 | Alex Kirsch (LUX)       |                    |
| 22                 | Emīls Liepiņš (LAT)     |                    |
| 23                 | Jacopo Mosca (ITA)      |                    |
| 24                 | Matteo Moschetti (ITA)  |                    |
| 25                 | Ryan Mullen (IRL)       |                    |
| 26                 | Charlie Quaterman (GBR) |                    |
| 27                 | Quinn Simmons (USA)     |                    |

| Groupama-FDJ GFC | Groupama-FDJ GFC        | Groupama-FDJ GFC |
| ---------------- | ----------------------- | ---------------- |
| Núm              | Ciclista                | Pos              |
| 31               | Valentin Madouas (FRA)  |                  |
| 32               | Alexys Brunel (FRA)     |                  |
| 33               | Kevin Geniets (LUX)     |                  |
| 34               | Mathieu Ladagnous (FRA) | DNF-1            |
| 35               | Simon Guglielmi (FRA)   |                  |
| 36               | Olivier Le Gac (FRA)    |                  |
| 37               | Benjamin Thomas (FRA)   |                  |

| EF Pro Cycling EF1 | EF Pro Cycling EF1        | EF Pro Cycling EF1 |
| ------------------ | ------------------------- | ------------------ |
| Núm                | Ciclista                  | Pos                |
| 41                 | Sean Bennett (USA)        |                    |
| 42                 | Alberto Bettiol (ITA)     |                    |
| 43                 | Simon Clarke (AUS)        |                    |
| 44                 | Magnus Cort Nielsen (DEN) |                    |
| 45                 | Sebastian Langeveld (NED) |                    |
| 46                 | Logan Owen (USA)          |                    |
| 47                 | Julius van den Berg (NED) |                    |

| CCC Team CCC | CCC Team CCC               | CCC Team CCC |
| ------------ | -------------------------- | ------------ |
| Núm          | Ciclista                   | Pos          |
| 51           | Kamil Gradek (POL)         |              |
| 52           | Jonas Koch (GER)           |              |
| 53           | Kamil Małecki (POL)        |              |
| 54           | Jakub Mareczko (ITA)       |              |
| 55           | Michał Paluta (POL) (ruta) |              |
| 56           | Gijs Van Hoecke (BEL)      |              |
| 57           | Georg Zimmermann (GER)     |              |

| NTT Pro Cycling NTT | NTT Pro Cycling NTT            | NTT Pro Cycling NTT |
| ------------------- | ------------------------------ | ------------------- |
| Núm                 | Ciclista                       | Pos                 |
| 61                  | Edvald Boasson Hagen (NOR)     |                     |
| 62                  | Michael Gogl (AUT)             |                     |
| 63                  | Michael Valgren Andersen (DEN) |                     |
| 64                  | Andreas Stokbro (DEN)          |                     |
| 65                  | Ben O'Connor (AUS)             |                     |
| 66                  | Jay Robert Thomson (RSA)       |                     |

| B&B Hotels-Vital Concept p/b KTM BVC | B&B Hotels-Vital Concept p/b KTM BVC | B&B Hotels-Vital Concept p/b KTM BVC |
| ------------------------------------ | ------------------------------------ | ------------------------------------ |
| Núm                                  | Ciclista                             | Pos                                  |
| 71                                   | Cyril Barthe (FRA)                   |                                      |
| 72                                   | Kris Boeckmans (BEL)                 |                                      |
| 73                                   | Maxime Cam (FRA)                     |                                      |
| 74                                   | Luca Mozzato (ITA)                   |                                      |
| 75                                   | Sebastian Schönberger (AUT)          |                                      |
| 76                                   | Arnaud Courteille (FRA)              |                                      |
| 77                                   | Arthur Vichot (FRA)                  |                                      |

| Sport Vlaanderen-Baloise SVB | Sport Vlaanderen-Baloise SVB | Sport Vlaanderen-Baloise SVB |
| ---------------------------- | ---------------------------- | ---------------------------- |
| Núm                          | Ciclista                     | Pos                          |
| 81                           | Lindsay De Vylder (BEL)      |                              |
| 82                           | Robbe Ghys (BEL)             |                              |
| 83                           | Thimo Willems (BEL)          |                              |
| 84                           | Edward Planckaert (BEL)      |                              |
| 85                           | Kenneth Van Rooy (BEL)       |                              |
| 86                           | Jordi Warlop (BEL)           | DNF-1                        |
| 87                           | Sasha Weemaes (BEL)          |                              |

| Arkéa-Samsic ARK | Arkéa-Samsic ARK         | Arkéa-Samsic ARK |
| ---------------- | ------------------------ | ---------------- |
| Núm              | Ciclista                 | Pos              |
| 91               | Diego Rosa (ITA)         |                  |
| 92               | Romain Le Roux (FRA)     |                  |
| 93               | Thomas Boudat (FRA)      |                  |
| 94               | Thibault Guernalec (FRA) |                  |
| 95               | Clément Russo (FRA)      |                  |
| 96               | Romain Hardy (FRA)       |                  |
| 97               | Alan Riou (FRA)          |                  |

| Bingoal-Wallonie Bruxelles WVA | Bingoal-Wallonie Bruxelles WVA | Bingoal-Wallonie Bruxelles WVA |
| ------------------------------ | ------------------------------ | ------------------------------ |
| Núm                            | Ciclista                       | Pos                            |
| 101                            | Sean De Bie (BEL)              |                                |
| 102                            | Laurens Huys (BEL)             |                                |
| 103                            | Eliot Lietaer (BEL)            |                                |
| 104                            | Ludovic Robeet (BEL)           |                                |
| 105                            | Franklin Six (BEL)             |                                |
| 106                            | Luc Wirtgen (LUX)              |                                |
| 107                            | Lionel Taminiaux (BEL)         |                                |

| Nippo-Delko One Provence NDP | Nippo-Delko One Provence NDP | Nippo-Delko One Provence NDP |
| ---------------------------- | ---------------------------- | ---------------------------- |
| Núm                          | Ciclista                     | Pos                          |
| 111                          | Pierre Barbier (FRA)         |                              |
| 112                          | Fumiyuki Beppu (JPN)         |                              |
| 113                          | Alessandro Fedeli (ITA)      |                              |
| 114                          | Mauro Finetto (ITA)          |                              |
| 115                          | Biniam Girmay (ERI)          |                              |
| 116                          | José Gonçalves Maciel (POR)  |                              |
| 117                          | Atsushi Oka (JPN)            |                              |

| Circus-Wanty Gobert CWG | Circus-Wanty Gobert CWG | Circus-Wanty Gobert CWG |
| ----------------------- | ----------------------- | ----------------------- |
| Núm                     | Ciclista                | Pos                     |
| 121                     | Alfdan De Decker (BEL)  |                         |
| 122                     | Aimé De Gendt (BEL)     |                         |
| 123                     | Jasper De Plus (BEL)    |                         |
| 124                     | Tom Devriendt (BEL)     |                         |
| 125                     | Xandro Meurisse (BEL)   |                         |
| 126                     | Boy van Poppel (NED)    |                         |
| 127                     | Danny van Poppel (NED)  |                         |

| Alpecin-Fenix AFC | Alpecin-Fenix AFC          | Alpecin-Fenix AFC |
| ----------------- | -------------------------- | ----------------- |
| Núm               | Ciclista                   | Pos               |
| 131               | Dries De Bondt (BEL)       |                   |
| 132               | Alexander Krieger (GER)    |                   |
| 133               | Senne Leysen (BEL)         |                   |
| 134               | Roy Jans (BEL)             |                   |
| 135               | Jimmy Janssens (BEL)       |                   |
| 136               | Alexander Richardson (GBR) |                   |
| 137               | Scott Thwaites (GBR)       |                   |

| Total Direct Énergie TDE | Total Direct Énergie TDE | Total Direct Énergie TDE |
| ------------------------ | ------------------------ | ------------------------ |
| Núm                      | Ciclista                 | Pos                      |
| 141                      | Mathieu Burgaudeau (FRA) |                          |
| 142                      | Lilian Calmejane (FRA)   |                          |
| 143                      | Jérôme Cousin (FRA)      |                          |
| 144                      | Jonathan Hivert (FRA)    |                          |
| 145                      | Lorrenzo Manzin (FRA)    |                          |
| 146                      | Paul Ourselin (FRA)      |                          |
| 147                      | Anthony Turgis (FRA)     |                          |

| Saint Michel-Auber 93 AUB | Saint Michel-Auber 93 AUB | Saint Michel-Auber 93 AUB |
| ------------------------- | ------------------------- | ------------------------- |
| Núm                       | Ciclista                  | Pos                       |
| 151                       | Bryan Alaphilippe (FRA)   |                           |
| 152                       | Morne van Niekerk (RSA)   |                           |
| 153                       | Adrien Guillonnet (FRA)   |                           |
| 154                       | Tony Hurel (FRA)          |                           |
| 155                       | Anthony Maldonado (FRA)   |                           |
| 156                       | Baptiste Bleier (FRA)     |                           |
| 157                       | Flavien Maurelet (FRA)    |                           |

| Equipo Kern Pharma EKP | Equipo Kern Pharma EKP               | Equipo Kern Pharma EKP |
| ---------------------- | ------------------------------------ | ---------------------- |
| Núm                    | Ciclista                             | Pos                    |
| 161                    | Roger Adrià Oliveras (ESP)           |                        |
| 162                    | Francisco Galván Fernández (ESP)     |                        |
| 163                    | Martí Márquez (ESP)                  |                        |
| 164                    | Martín Bouzas (ESP)                  |                        |
| 165                    | Daniel Alejandro Méndez Noreña (COL) |                        |
| 166                    | Ibon Ruiz (ESP)                      |                        |
| 167                    | Chih Hao Tu                          | DNF-1                  |

| Natura4Ever-Roubaix Lille Métropole NRL | Natura4Ever-Roubaix Lille Métropole NRL | Natura4Ever-Roubaix Lille Métropole NRL |
| --------------------------------------- | --------------------------------------- | --------------------------------------- |
| Núm                                     | Ciclista                                | Pos                                     |
| 171                                     | Christophe Masson (FRA)                 |                                         |
| 172                                     | Tom Dernies (BEL)                       |                                         |
| 173                                     | Julien Antomarchi (FRA)                 |                                         |
| 174                                     | Samuel Leroux (FRA)                     |                                         |
| 175                                     | Jordan Levasseur (FRA)                  |                                         |
| 176                                     | Jérémy Leveau (FRA)                     |                                         |
| 177                                     | Emiel Vermeulen (BEL)                   |                                         |

| Beltrami TSA-Marchiol BTM | Beltrami TSA-Marchiol BTM | Beltrami TSA-Marchiol BTM |
| ------------------------- | ------------------------- | ------------------------- |
| Núm                       | Ciclista                  | Pos                       |
| 181                       | Filippo Baroncini (ITA)   |                           |
| 182                       | Gregorio Ferri (ITA)      |                           |
| 183                       | Marco Grendene (ITA)      |                           |
| 184                       | Massimo Orlandi (ITA)     |                           |
| 185                       | Nicolò Parisini (ITA)     |                           |
| 186                       | Thomas Pesenti (ITA)      |                           |
| 187                       | Matúš Štoček (SVK)        |                           |

| Cambodia Cycling Academy CCA | Cambodia Cycling Academy CCA | Cambodia Cycling Academy CCA |
| ---------------------------- | ---------------------------- | ---------------------------- |
| Núm                          | Ciclista                     | Pos                          |
| 191                          | Samy Aurignac (FRA)          |                              |
| 192                          | Florian Dumourier (FRA)      |                              |
| 193                          | Gabriel Muller (FRA)         | DNF-1                        |
| 194                          | Florian Hudry (FRA)          |                              |
| 195                          | Antoine Berlin (MON)         | DNF-1                        |
| 196                          | Matvei Mamikin (RUS)         | DNF-1                        |
| 197                          | Roman Maikin (RUS)           |                              |